# Constitución de la República Srpska
La Constitución de la República Srpska (en serbocroata: Устав Републике Српске, romanizado: Ustav Republike Srpske) es el principal acto jurídico de la República Srpska, una entidad dentro de Bosnia y Herzegovina. La Constitución fue entregada por la Asamblea Nacional de la República Srpska el 28 de febrero de 1992, pero tuvo que ser revisada después de que se firmara el Acuerdo de Dayton. Proporciona el conjunto de leyes y principios para el territorio y, entre sus mejores funciones, define la organización interna de la República, la función de las instituciones oficiales y los derechos y libertades de sus ciudadanos.
El Tribunal Constitucional de la República Srpska comenzó a funcionar el 1º de julio de 1994 y su función principal es garantizar la protección de la Constitución y la ley. Está integrado por nueve jueces, incluido el presidente, elegidos de conformidad con la Constitución y la ley.

## Historia
La Constitución de la Asamblea Serbobosnia fue aprobada oficialmente el 28 de febrero de 1992 bajo la designación de Constitución de la República Serbia de Bosnia y Herzegovina (en serbocroata: Устав Српске Републике Босне и Херцеговине, romanizado: Ustav Srpske Republike Bosne i Hercegovine). Estuvo en vigor durante la Guerra de Bosnia (1992-1995), y después de la firma del Acuerdo de Dayton sufrió numerosas modificaciones en forma de enmiendas para cumplir con el acuerdo de paz y con el Tribunal Constitucional de Bosnia y Herzegovina.
En marzo de 2025, se aprobó una moción en la Asamblea Nacional para adoptar la nueva Constitución que se acerca a su forma original.

## Constitución
Está formado por 12 capítulos.
I - Disposiciones básicas
II - Derechos Humanos y Libertades
III - Planificación Económica y Social
IV - Derechos y deberes
V - Organización de la República Srpska
VI - Organización Territorial
VII - Defensa
VIII - La constitucionalidad y legalidad
IX - El Tribunal Constitucional
X - Tribunales y Ministerio Público
XI - Cambiar la Constitución
XII - Disposiciones finales